# Picture to Burn
Singles de Taylor Swift
Our Song 
(2007) Should've Said No
(2008)
Picture to Burn est le titre d'un single coécrit et interprété par la chanteuse américaine de country pop Taylor Swift. Il est sorti le 28 janvier 2008.

## Classements
| Chart (2008-2009)                        | position |
| ---------------------------------------- | -------- |
| U.S. Billboard Hot Country Songs         | 3        |
| U.S. Billboard Hot 100                   | 28       |
| U.S. Billboard Pop 100                   | 49       |
| Canadian Radio & Records Country Singles | 1        |
| Canadian Hot 100                         | 48       |